# 日本PMO協会
日本PMO協会(Nippon Project Management Office (NPMO)) は、日本におけるプロジェクトマネジメントの普及と、その健全な普及を支えるPMO（Project Management Office）の普及を目的とした一般社団法人である。

## 理念／志
人がつながる。未来へひろがる。

## 事業内容
1.　資格制度の運営、資格の交付、資格に関する講座・セミナーの企画、立案、運営
2.　教育研修・研究会等の企画、立案、運営
3.　コンサルティング業
4.　出版業
5.　会員組織運営に関する事業
6.　認定講師の教育、指導に関する事業
7.　広告・宣伝・マーケティングに関する事業
8.　システムの開発、運営に関する事業
9.　前各号に附帯関連する一切の事業

## 認定資格
- プロジェクトマネジメント・アソシエイト認定資格（NPMO認定PJM-A™）

　プロジェクトの現場業務で習得すべき基本的な知識と技術の習得を証明する資格
1. 映像型eラーニングで学ぶ （約7時間）+自習（目安約20～40時間）で学ぶ
2. オンライン試験を受験（2時間）
3. 合格し資格取得 or 再試験

　　　※試験問題の75％の正解率で合格
- PMOスペシャリスト(★)™認定資格（NPMO認定PMO-S(★)™）ISO21500準拠

　PMO業務で習得すべき基本的な知識の習得を証明する資格
1. 映像型eラーニングで学ぶ （約4時間）+自習（目安約20時間～）で学ぶ
2. オンライン試験を受験（90分）
3. 合格し資格取得 or 再試験

　　　※試験問題数は50問、試験時間は90分。試験問題の80％の正解率で合格
- PMOスペシャリスト(★★)™認定資格（NPMO認定PMO-S(★★)™）ISO21500／JIS Q 21500準拠

　PMO-S(★)™の次のステップ。PMOマネジャーとして必要な知識と技術の習得を証明する資格 
1. 映像型eラーニングで学ぶ （約5時間）+自習（目安約20時間～）で学ぶ
2. オンライン試験を受験（120分）
3. 合格し資格取得 or 再試験

　　　※試験問題数は20問、試験時間は120分。記述式（1回答150文字前後）100点満点中70点以上で合格
- トレーニングプロジェクト・アドバイザー™認定資格（NPMO認定TPJ-A™）

　スポーツトレーニングにおけるトレーニー（※）に対するアドバイザリーの基本的な知識と技術の修得を証明する資格
　※自らの身体能力や技術を高めるために練習・鍛錬・習得をするすべての人
1. 映像型eラーニングで学ぶ （約11時間）+自習（目安約20～40時間）で学ぶ
2. オンライン試験を受験（2時間）
3. 合格し資格取得 or 再試験

　　　※試験問題の80％の正解率で合格

## 書籍
- 「プロジェクトマネジメント」実践講座　ISBN 4534054696

　　著者：伊藤大輔
　　出版社：日本実業出版社
　　発売日：2017/1/28
- 誰でもチームをゴールに導ける! プロジェクトリーダー 実践教本  ISBN 4534057091

　　著者：伊藤大輔　
　　出版社：日本実業出版社
　　発売日：2019/7/19
- 最速の90日! 新規事業成功バイブル 「君に任せたよ」と上司に言われたら……  ISBN 4774518301

　　著者：伊藤大輔
　　出版社：現代書林
　　発売日：2020/2/17
- ポイント図解 プロジェクトマネジメントの基本が面白いほど身につく本  ISBN 4046050829　I

　　著者：伊藤大輔
　　出版社：KADOKAWA
　　発売日：2021/8/16
- 10歳からのプロジェクトマネジメント: 夢・目標をかなえる力がつく!   ISBN 4774332909

　　監修：伊藤大輔
　　出版社：くもん出版
　　発売日：2022/5/30